# Feirefiz

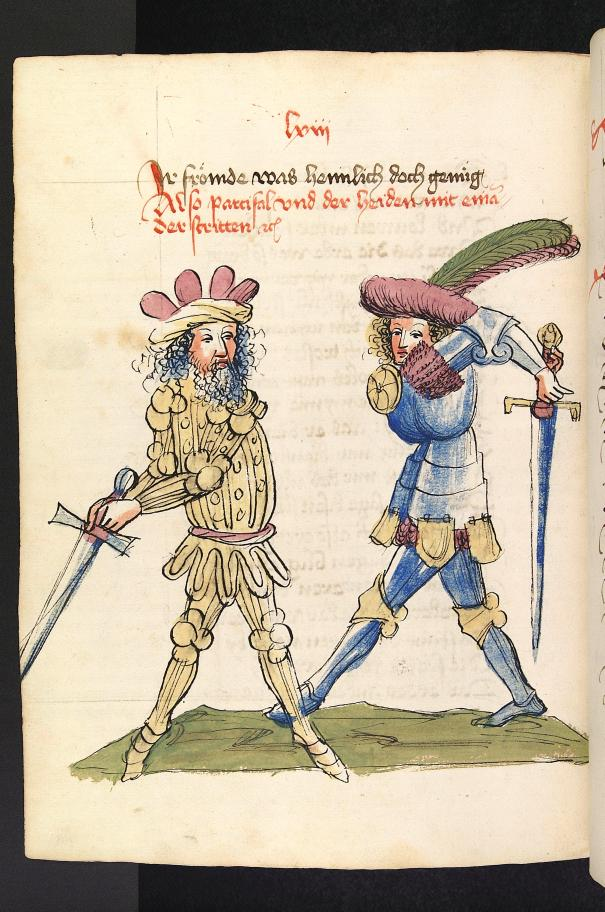
Der Zweikampf zwischen Parzival (r.) und Feirefiz. Cod. Pal. germ. 339, XV. Buch, Blatt 540v. Illustrierte Handschrift aus der Werkstatt von Diebold Lauber, um 1443–1446: Der Illustrator zeigt Feirefiz als "Mohren" mit Bart, Turban und einer exotischen Rüstung, aber ohne die namensgebende "Sprenkelung".

Feirefiz (Varianten Feirafiz, Ferafiz, Firafiz) ist eine Figur aus dem Parzival-Roman Wolframs von Eschenbach. Er ist Parzivals Halbbruder, der aus der ersten Ehe von Parzivals Vater Gahmuret mit der Mohrenkönigin Belakane hervorgegangen ist. Seine Geburt wird im ersten Buch, das die Vorgeschichte des Protagonisten enthält, erzählt.

## Zum Namen
Der Name Feirefiz lässt sich aus dem Französischen herleiten und heißt so viel wie „bunter Sohn“: veir oder vair bedeutete im Altfranzösischen bunt oder grauweiß gemustert, ursprünglich von Pelz, später auch heraldisch. Der Erzähler hatte hier den Einfall, dass eine Verbindung von Eltern dunkler und weißer Hautfarbe zu einem gescheckten Kind führe.
Wolfram greift diese Idee auch in seinem Willehalm auf, wo er (Vers 386, 14–21) einen Zweifarbigen namens Josweiz auftreten lässt, dem er einen weißen Vater und eine mœrinne als Mutter zuschreibt.

## Zur Bedeutung der Figur
Erst am Ende der Parzival-Erzählung erscheint Feirefiz wieder, nunmehr als erwachsener Mann und Held. Parzival erkennt ihn nicht als seinen Bruder und es kommt zu einem Kampf, den der Erzähler abbrechen lässt, als sich die Halbbrüder gegenseitig erkennen. Danach wird Feirefiz Parzivals Gefährte und ist an dessen Seite, als dieser Gralskönig wird.
Der Heide Feirefiz lässt sich taufen, um die Gralshüterin Repanse de Schoye zu heiraten.
Das Paar zieht nach Indien und bekommt einen Sohn, Jôhan, der als Ahnherr des sagenhaften Priesterkönigs Johannes ausgewiesen wird, der – so die Überlieferung – der christliche Herrscher über die „drei Indien“ gewesen sei.
Damit erhebe Wolfram den Anspruch, „die Herkunft des Priesters Johannes zu erklären und damit diese geheimnisvolle Gestalt, über die niemand Genaues wußte, faßbar zu machen“.